# کونتیولمو، شیلی
کونتیولمو، شیلی (به اسپانیایی: Contulmo) یک سکونتگاه مسکونی در شیلی است که در استان آرائوکو واقع شده‌است.

## خصوصیات
کونتیولمو ۹۶۱٫۵ کیلومترمربع مساحت و ۵٬۵۱۵ نفر جمعیت دارد و ۲۵ متر بالاتر از سطح دریا واقع شده‌است.